# Гунтамунд
Гунтамунд (лат: Gunthamundus, рођ. око 450—496. год.) је био краљ Вандала и Алана и владао је северноафричком Вандалском краљевином од 484. до 496. године.
Гунтамунд је био син Гентона, једног од синова оснивача Вандалске краљевине, краља Гејсериха. По Гејсериховом закону краљевска круна се у оквиру вандалске краљевске породице наслеђивала по начелу сенијоритета односно престо је прелазио у руке најстаријег члана династије. Гејсерихов наследник Хунерих је покушао да за престолонаследника одреди рођеног сина Хилдериха, али у томе није успео тако да га је 484. наследио синовац Гунтамунд.
Хунерих је остао упамћен као агресивни следбеник аријанског учења и прогонитељ православних. Гунтамунд се пак показао умеренијим у погледу верске политике и обуставио је прогоне. Главни узрок овакве промене политике лежао је у Акакијевој шизми, првом црквеном расколу између римског папства и цариградске патријаршије. Монофизитска политика византијског цара Зенона довела је до тога да папа Феликс III
484. анатемише и цара и патријарха Акакија. Тиме су православни верници на Западу, укључујући и Романе у северној Африци, остали и без номиналне заштите ионако удаљеног цара из Константинопоља.
Вандали су од 468. владали Сицилијом, али је острво препуштено 476. године краљу Италије Одоакару који је заузврат пристао да Гејсериху плаћа симболичан данак. Како су Остроготи упали у Италију 488. године, Гунтамунд је 491. покушао да заузме Сицилију. Међутим, када Теодорик постао нови владар Италије, Готи су протерали Вандале са Сицилије, а Гунтамунд је остао и без данка који је исплаћиван његовим претходницима.
У Цариграду је 491. Зенона наследио Анастасије I, такође присталица монофизитизма. Ипак, верске склоности новог цара још увек нису биле познате ни у Константинопољу, а камоли у далекој Африци. Извесни Драконтије, римски правник у вандалској служби, је након Анастасијевог доласка на престо саставио панегирик у част новог источноримског цара. Гунтамунд је Драконтијев спис протумачио као издајнички и панегиричар је утамничен. Окривљени је у тамници подвргнут тортури и изгладњиван и покушао је да задобије опрост вандалског краља састављањем још два говора (Satisfacio и Laudes Dei). Гунтамунд је остао неумољив, а несрећни Драконтије је најпосле ослобођен посредовањем двојице достојанственика римског порекла. Византијски цар Анастасије се убрзо показао у правом светлу и расцеп настао ескомуникацијом Акакија је настављен. Драконтијев случај је пак добра илустрација унутрашње подељености Вандалске краљевине и неповерења варварског краља према његовим романским и православним поданицима.
Гунтамундова владавина је представљала доба унутрашњег мира, па и просперитета северноафричког краљевства. Истина, берберска племена, која су насељавала залеђе медитеранске обале Африке, су се бунила против вандалске власти, али борбе против одметнутих Мавара нису биле већег обима у Гунтамундово доба. Гунтамунд је преминуо 3. септембра 496. године, а наследио га је рођени брат Трасамунд, у чију је част недуго затим Драконтије сасатавио похвалу у стиху.